# Вильнюсский троллейбус
Вильнюсский троллейбус (лит. Vilniaus troleibusai) — троллейбусная система города Вильнюса, одна из двух существующих троллейбусных систем Литвы (вместе с Каунасом).

## История
В октябре 1956 года в столице Литовской ССР было учреждено Вильнюсское троллейбусное управление. Было построено 7,8 км контактной сети и парк на 25 машиномест. 3 ноября 1956 года первые 7 троллейбусов МТБ-82Д вышли на линию Антакальнис — Железнодорожный вокзал. В следующем году были открыты маршруты Железнодорожный вокзал — Жверинас и Жверинас — Антакальнис.
Начиная с 1957 года троллейбусная сеть ежегодно увеличивалась: строились линии контактной сети, открывались новые маршруты, поступали новые модели троллейбусов. В 1967 году в Вильнюсе было 13 маршрутов общей протяжённостью 217 км, в парке насчитывалось 159 троллейбусов. С 1960 года парк пополнялся чешскими троллейбусами Škoda 8Tr и Škoda 9Tr.
С 1981 года в парк поступают технически более совершенные троллейбусы Škoda 14Tr. Количество троллейбусов многократно увеличилось и превысило вместимость парка, поэтому было принято решение о его реконструкции. По окончании реконструкции парк вмещал 120 троллейбусов.
По мере роста города увеличивался и пассажиропоток. Единственный парк уже не мог вместить все машины. Поэтому в 1982 году было начато строительство второго парка в районе Виршулишкес. Парк был открыт 25 декабря 1985 года. Он мог вместить 150 машин. После этого 297 троллейбусов были распределены в двух парках, что облегчило условия труда персонала, техническое обслуживание транспортных средств и обслуживание пассажиров.
В апреле 1993 года троллейбусное управление было преобразовано в ЗАО «Вильнюсский троллейбус» (лит. UAB «Vilniaus troleibusai»). Учредителем и акционером общества выступил Вильнюсский городской муниципалитет. В 1996 и 1997 годах за счёт городского бюджета были приобретены 30 новых троллейбусов Škoda 14Tr и 23 троллейбуса Škoda 14TrM чешского производства.
В период с 2004 по 2006 год было приобретено 45 новых троллейбусов модели Solaris Trollino II 15 AC производства польской компании Solaris Bus & Coach. В 2007−2014 годах приобретено 13 подержанных троллейбусов Škoda 14Tr, которые были капитально отремонтированы собственными силами.
4 ноября 2011 года ЗАО «Вильнюсский троллейбус» (лит. UAB «Vilniaus troleibusai») было объединёно с ЗАО «Вильнюсский автобус» (лит. UAB «Vilniaus autobusai») и стало именоваться ЗАО «Вильнюсский общественный транспорт» (лит. UAB «Vilniaus viešasis transportas»).
В 2011 году используя машинокомплекты белорусского троллейбуса МАЗ-ЭТОН Т203 в Вильнюсе были собраны два экземпляра троллейбуса Amber Vilnis 12 AC.
В 2013 году проведена транспортная реформа, затронувшая весь общественный транспорт Вильнюса. В ходе реформы были отменены и изменены некоторые маршруты для исключения дублирования.
В период 2018−2019 годов в Вильнюс был поставлен 41 троллейбус Solaris Trollino IV 12 Škoda.
Троллейбусы Вильнюса

## Подвижной состав
Современный
| Модель                       | Год производства | Год поставок | Количество |
| ---------------------------- | ---------------- | ------------ | ---------- |
| Škoda 14Tr                   | 1984−1997        | 1984−2009    | 162        |
| Škoda 14TrM                  | 1999             | 1999         | 23         |
| Škoda 15Tr                   | 1991             | 1991         | 3          |
| Solaris Trollino II 15 AC    | 2004−2006        | 2004−2006    | 45         |
| Solaris Trollino IV 12 Škoda | 2018             | 2018−2019    | 41         |
| Amber Vilnis 12 AC           | 2011             | 2011         | 2          |

Исторический
| Модель      | Годы эксплуатации |
| ----------- | ----------------- |
| МТБ-82Д     | 1956−1966         |
| Škoda 8Tr   | 1960−1973         |
| Škoda 9Tr   | 1966−2005         |
| Jelcz 120MT | 1998−2011         |

## Маршруты
- Действующие:
  - № 1: Каролинишкес — Жверинас — Железнодорожный вокзал
  - № 2: Саулетекис — Улица Жигиманту — Железнодорожный вокзал
  - № 3: Каролинишкес — Жверинас — Северный городок (Жирмунай)
  - № 4: Антакальнис — Центр — Жямейи Паняряй
  - № 6: Жирмунай — Улица Калварию — Улица Йоно Басанавичяус — Жямейи Паняряй
  - № 7: Пашилайчяй — Юстинишкес — Жверинас — Железнодорожный вокзал
  - № 9: Каролинишкес — Улица Шейминишкю — Жирмунай
  - № 10: Саулетекис — Улица Калварию — Науйининкай
  - № 12: Жирмунай — Улица Шейминишкю — Улица Йоно Басанавичяус — Жямейи Паняряй
  - № 15: Железнодорожный вокзал — Жямейи Паняряй — Улица Титнаго
  - № 16: Пашилайчяй — Лаздинай — Железнодорожный вокзал
  - № 17: Жирмунай — Науйининкай
  - № 18: Пашилайчяй — Юстинишкес — Жямейи Паняряй — Улица Титнаго
  - № 19: Пашилайчяй — Проспект Конституции — Антакальнис — Саулетекис
  - № 20: Жирмунай — Улица Жигиманту — Улица Пилимо — Железнодорожный вокзал
  - № 21: Саулетекис — Шило мост — Жирмунай

- Отменённые:
  - № 5 Жирмунай — Железнодорожный вокзал. Отменён 1 июля 2013 года.
  - № 8 Пашилайчяй — Северный городок. Отменён 1 июля 2013 года.
  - № 11 Антакальнис — Пашилайчяй. Отменён 1 июля 2013 года.
  - № 13: Пашилайчяй — Юстинишкес — Жямейи Паняряй Отменён 24 июня 2022 года. Все графики были переведены на маршрут №18
  - № 13 Жирмунай — Улица Наугардуко. Отменён 1 июля 2013 года.
  - № 18А Пашилайчяй — Жямейи Паняряй. Перенумерован в маршрут № 13 1 июля 2013 года.
  - № 14 Антакальнис — Улица Шейминишкю — Центр — Лаздинай — Каролинишкес. Bременно закрыт из-за коронавируса.